# V150

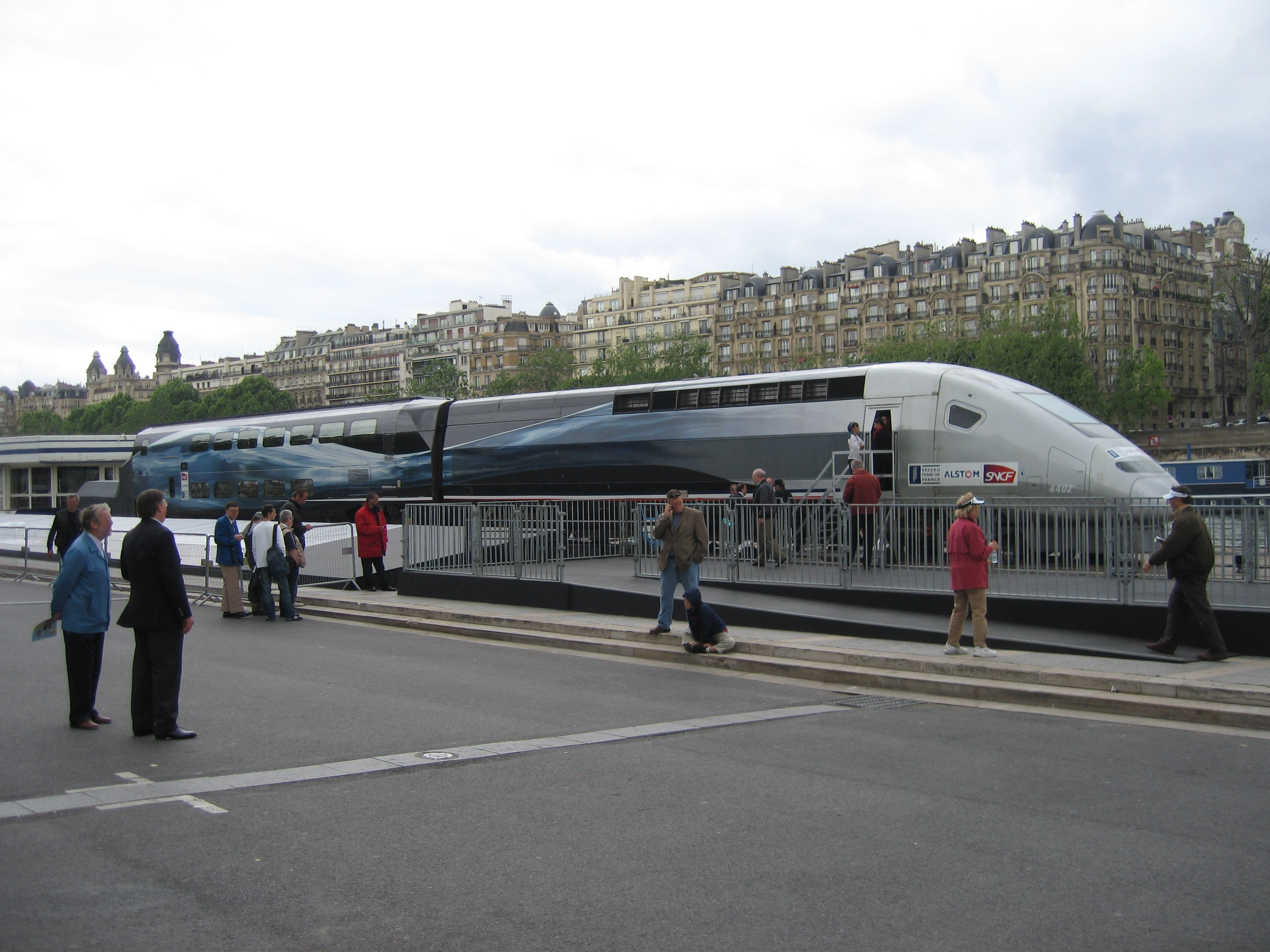
Ein Triebkopf und ein Mittelwagen des V150 bei einer Präsentation in Paris im Mai 2007

Der V150 war ein Hochgeschwindigkeitszug, der am 3. April 2007 in Frankreich einen neuen Geschwindigkeitsweltrekord für Rad-Schiene-Fahrzeuge aufstellte. Der speziell für die Rekordfahrt zusammengestellte Zug erreichte auf der LGV Est européenne eine Geschwindigkeit von 574,79 km/h.
V150 steht für Vitesse 150 (zu Deutsch: Geschwindigkeit 150) und bezeichnet die geplante Geschwindigkeit der Rekordfahrt von wenigstens 150 Metern pro Sekunde (540 km/h). Der eingesetzte Zug bestand aus zwei Triebköpfen des TGV POS 4402 sowie drei Doppelstock-Mittelwagen.
Der Triebzug überbot damit den am 18. Mai 1990 mit 515,3 km/h aufgestellten Weltrekord des TGV Atlantique 325. Er verfehlte jedoch knapp den Rekord aller Züge. Denn vier Jahre zuvor, im Dezember 2003, hatte die japanische Magnetschwebebahn JR-Maglev MLX01 einen Rekord mit 581 km/h aufgestellt.
Die Rekordfahrt war der Höhepunkt eines als L’Excellence Française de la Très Grande Vitesse Ferroviaire bezeichneten Testprogramms, das von Alstom, dem Netzbetreiber RFF und der SNCF organisiert wurde. Neben der Aufstellung des neuen Weltrekords sollte unter anderem der Fahrkomfort bei Geschwindigkeiten über 500 km/h untersucht und die Sicherheitsreserven des TGV-Systems im Regelbetrieb ausgelotet werden. Alstom erprobte in dem Rekordzug auch neue Technologien, die im TGV-Nachfolger AGV zum Einsatz kommen.
Insgesamt waren rund 500 Mitarbeiter an dem Projekt beteiligt, davon rund 300 Ingenieure und Techniker. Während der Rekordfahrt waren davon rund 60 an Bord.

## Vorbereitung

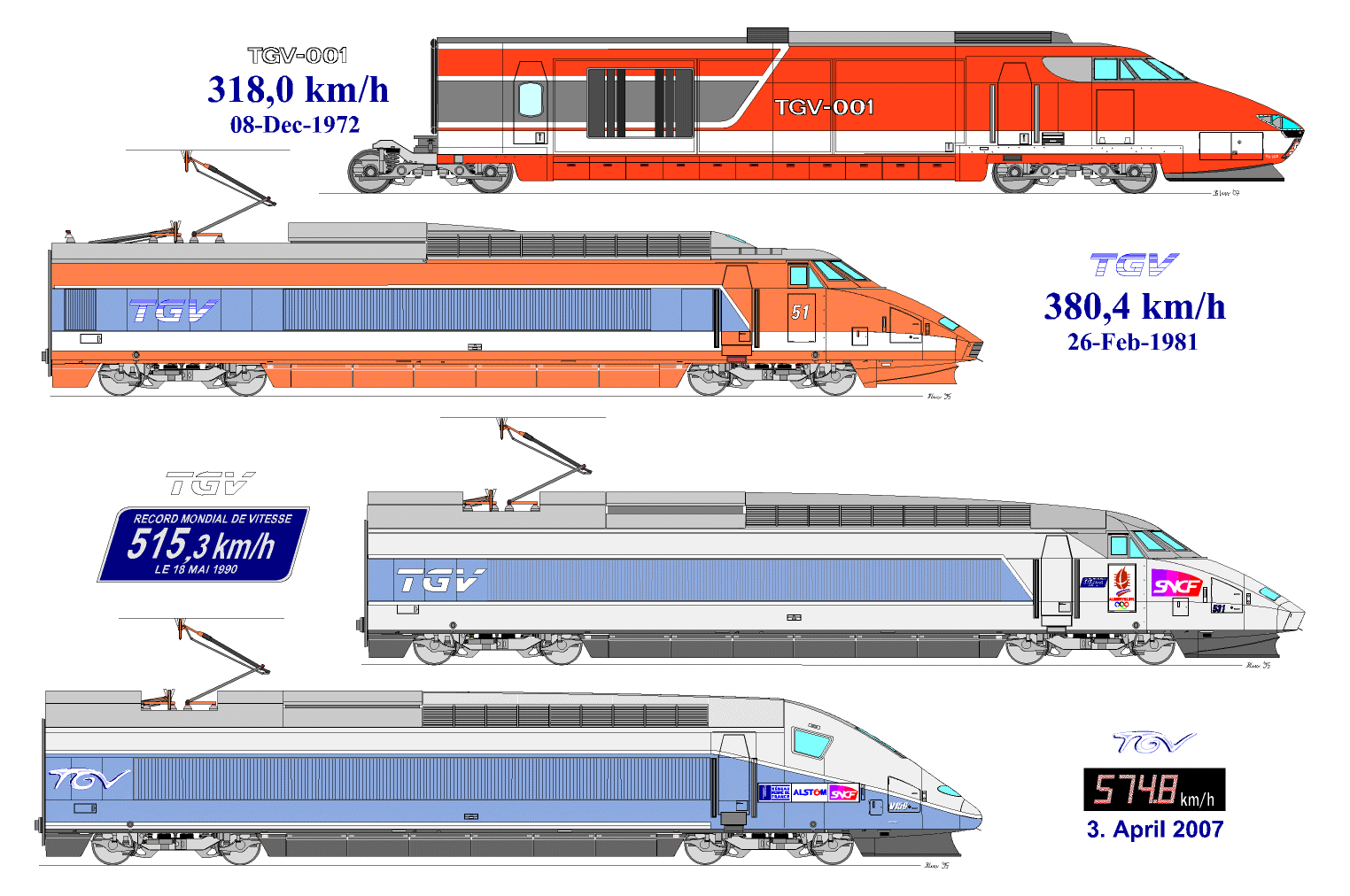
Vier französische Weltrekord-Triebzüge. Unten ein Triebkopf des V150-Weltrekord-Triebzuges.

Für die Rekordfahrten auf der LGV Est stand ein dreimonatiger Zeitraum zur Verfügung, zwischen dem Abschluss der Elektrifizierung im Januar 2007 und dem Beginn der Schulungsfahrten für Triebfahrzeugführer im April. Der reguläre Betrieb auf der Strecke wurde am 10. Juni aufgenommen.
Das Testprogramm für den Rekord begann am 15. Januar 2007. Die Geschwindigkeit des Zuges wurde dabei schrittweise über die regulär auf der Strecke zulässige Höchstgeschwindigkeit von 320 km/h angehoben.

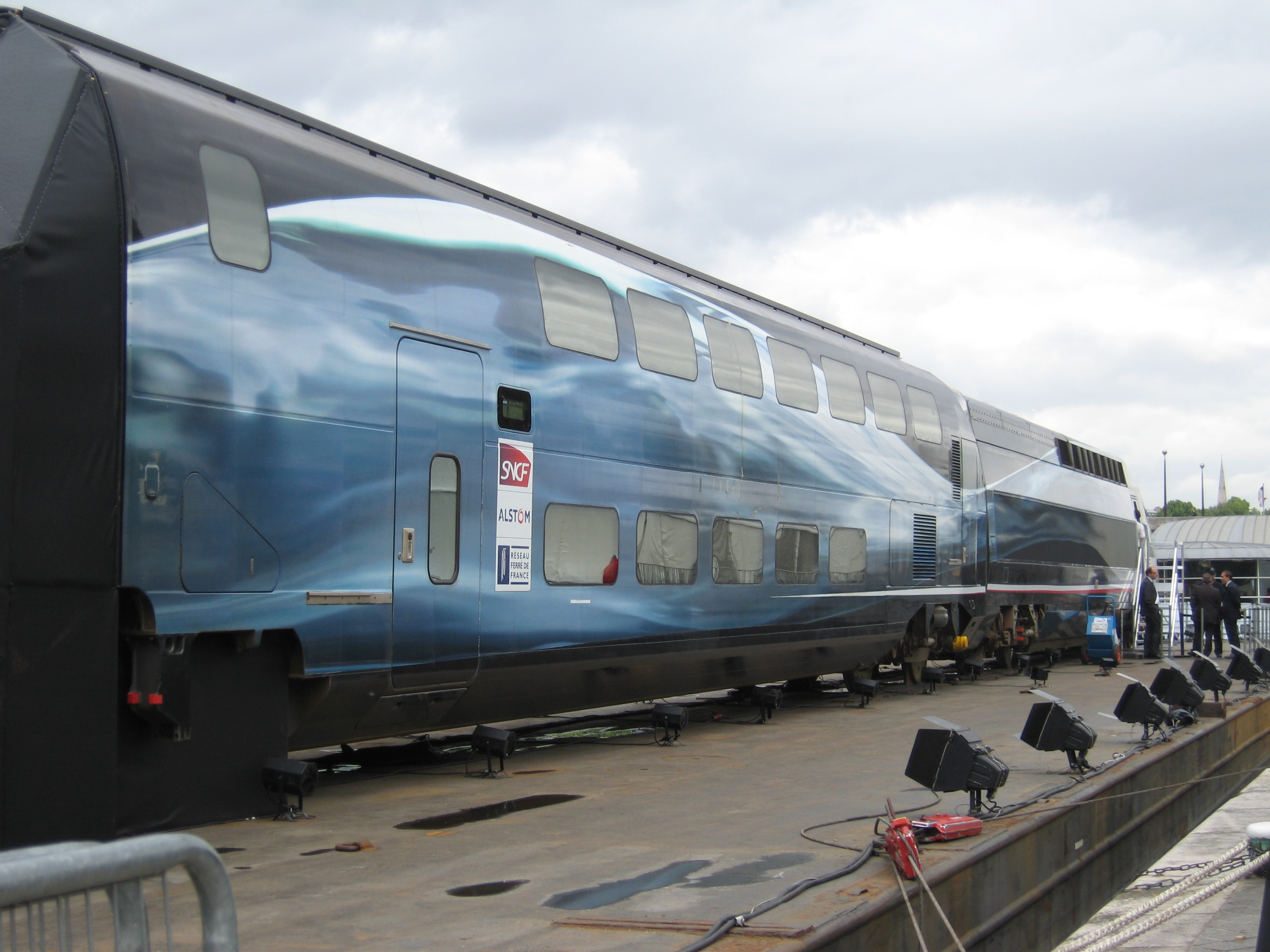
Ein Triebkopf des Rekordzuges mit einem Mittelwagen bei einer Präsentation im Mai 2007

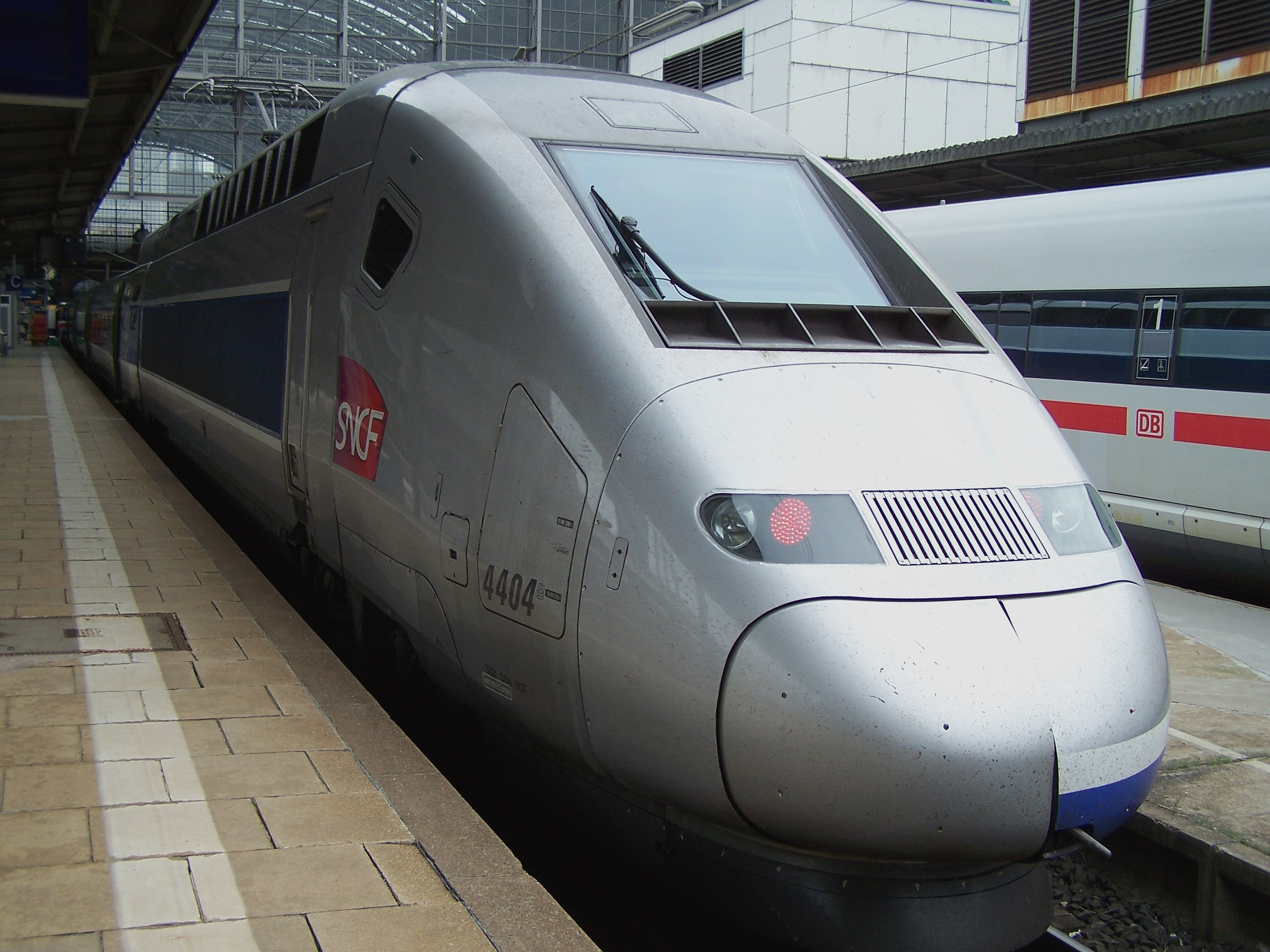
Ein Triebkopf des Triebzugs 4404 im Mai 2009 im Frankfurter Hauptbahnhof

Am 9. Februar wurde dabei erstmals eine Geschwindigkeit von mehr als 500 km/h erreicht. Insgesamt sollte diese Marke bei einem Dutzend Fahrten überschritten werden. Inoffiziell wurde der 515-km/h-Rekord von 1990 bereits vor der offiziellen Rekordfahrt mehrfach erhöht: am 13. Februar, zwischen den Streckenkilometern 194 und 191, bei Passavant-en-Argonne, zunächst auf 554,3 km/h. Es folgten weitere inoffizielle Fahrten mit 559 und zuletzt 568 km/h. Nach den inoffiziellen Rekordfahrten wurde der Zug am 23. Februar in das Bahnbetriebswerk Ourcq überführt, wo er auch eine spezielle, schwarz-blaue Lackierung erhielt. An beiden Triebköpfen wurde darüber hinaus ein Streifen in den Nationalfarben Frankreichs angebracht, der in die angrenzenden Mittelwagen übergeht. Nach der offiziellen Eröffnung der Strecke durch Präsident Jacques Chirac am 15. März wurde das Vorbereitungsprogramm wieder aufgenommen.
Bis 14. März erfolgten 40 Testfahrten mit Geschwindigkeiten von mehr als 450 km/h; die Geschwindigkeit wurde erneut schrittweise gesteigert. Neben der Auswertung der Messergebnisse erfolgte nach jeder Testfahrt eine Messfahrt des Testzuges Mauzin (TGV POS) zur Kontrolle der Gleislage. Bei Testfahrten wurden rund 2200 km mit über 400 km/h sowie mehr als 700 km mit mehr als 500 km/h zurückgelegt.
Vor jeder Schnellfahrt befuhr TGV POS 4404 die Strecke als Kehrzug (Französisch rame balai) mit 380 km/h und untersuchte den Zustand des Oberbaus, der Gleislage und der Oberleitung. Für die Rekordfahrt waren Mindestanforderungen an Sichtweite, Temperatur, Wetter und Windgeschwindigkeit festgelegt worden. Lediglich eine der Testfahrten musste wegen Nebels entfallen.
Bei einer Schnellbremsung aus 506,8 km/h wurden am 28. März an den Bremsscheiben Spitzentemperaturen von 650 Grad Celsius gemessen.

## Technik

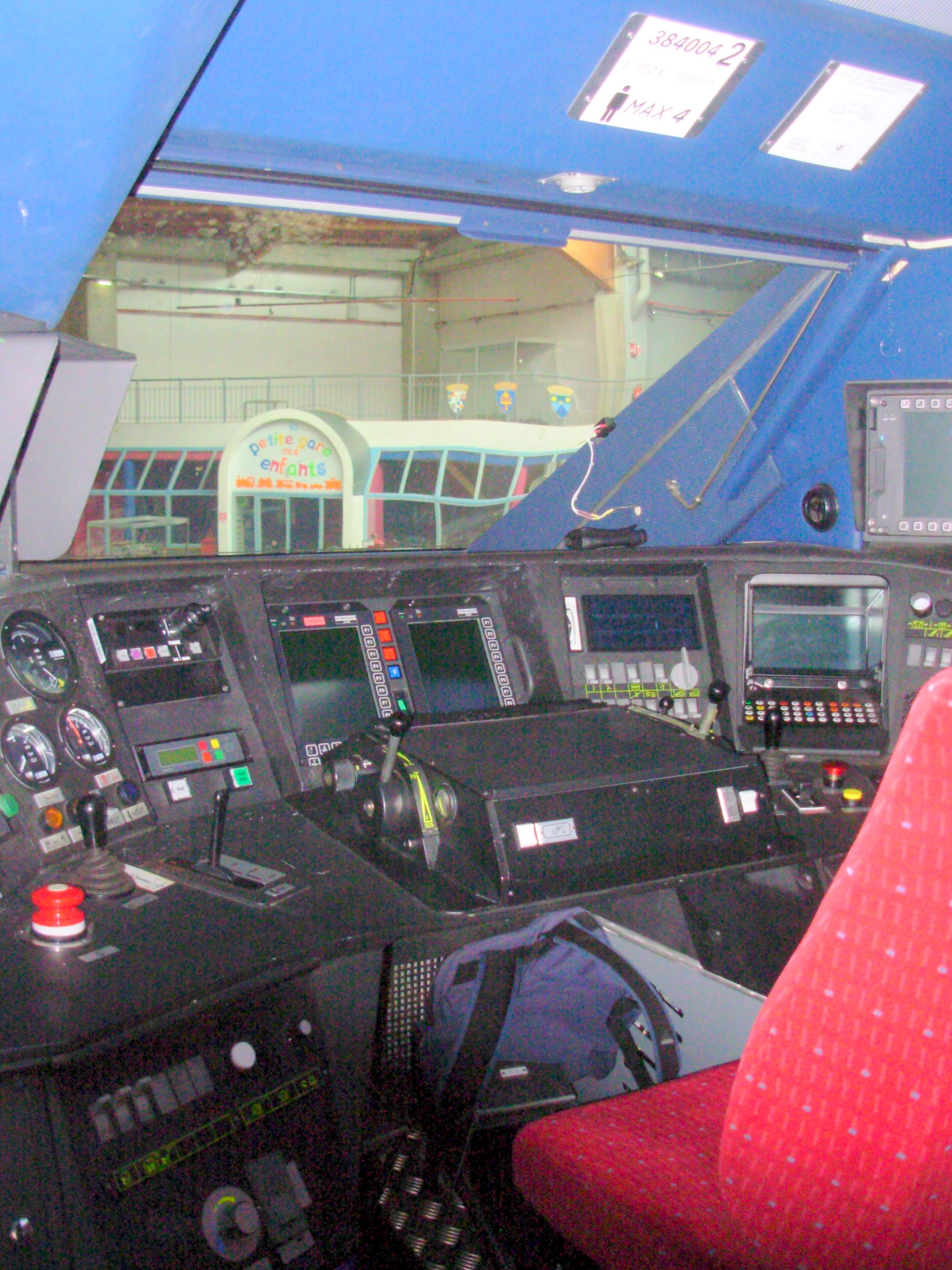
Führerstand des Rekordzuges

Der 106 Meter lange Zug mit einer Gesamtmasse von 268 Tonnen bestand aus zwei Triebköpfen und drei angetriebenen Mittelwagen.
Die beiden Triebköpfe (384 003 und 384 004) entstammen dem TGV-POS-Triebzug, erhielten jedoch eine Reihe von Modifikationen. So wurden drei der insgesamt vier Stromabnehmer entfernt und das Dach aerodynamisch optimiert. Die Bugklappen (mit der dahinter liegenden Kupplung) an der Frontseite wurden entfernt und durch eine massive Platte ersetzt; entfallen sind auch die Scheibenwischer. Die Wagenübergänge wurden zusätzlich mittels Gummidichtungen geglättet. Auch die vordere Kupplung, die Hochspannungsleitung zwischen den Triebköpfen sowie die Unterböden der Fahrzeuge wurden aerodynamisch optimiert. Insgesamt wurde dadurch der Luftwiderstand am gesamten Triebzug um 15 Prozent reduziert.
An beiden Triebköpfen lag je ein TGV-Duplex-Doppelstockwagen an. Der mittlere der drei Mittelwagen war ein Doppelstock-Speisewagen, in dessen unterer Ebene elektrische Ausrüstung untergebracht wurde, aus der die beiden angetriebenen Jakobs-Drehgestelle mit je 4.000 Kilowatt gespeist wurden. Die dazu verwendeten permanent erregten Synchronmotoren sollen bei der nächsten Generation der Hochgeschwindigkeitszüge des Herstellers Alstom zum Einsatz kommen.
Die Leistung der je vier Achsmotoren in den Triebköpfen wurde von 1.160 Kilowatt auf 1.950 Kilowatt erhöht. Die vier Motoren des angetriebenen Mittelwagens erbrachten eine Leistung von je 1.000 Kilowatt, was einem Leistungsplus von 40 % gegenüber der reinen Triebkopfleistung entspricht. Insgesamt erbrachten die sechs Triebdrehgestelle eine Leistung von 19.600 Kilowatt (im Gegensatz zu 9.280 Kilowatt der TGV-POS-Serienzüge). Alle Drehgestelle erhielten eine zusätzliche Aufhängung.
Der Durchmesser der Triebräder wurde von 920 auf 1092 mm erhöht, die Getriebeübersetzung zur Vermeidung einer wesentlich höheren Motordrehzahl als 5000 Umdrehungen pro Minute geändert.
Der erste Wagen war mit rund 60 Technikern belegt. Sie  überwachten die Daten von 600 Messfühlern, die an 350 Messpunkten rund 800 Parameter abgriffen. Gemessen wurden dabei unter anderem Stromabnahme, Haftreibung, dynamische Stabilität und Vibrationen. Diese Daten wurden nach der Rekordfahrt auch dazu verwendet, vorläufige Modelle zur Weiterentwicklung der TGV-Züge im Hinblick auf Aerodynamik, Akustik, Dynamik und Schwingungen auf ihre Gültigkeit hin zu testen. Insgesamt wurden etwa dreimal so viele Daten wie bei der Rekordfahrt von 1990 erfasst.
Der dritte Wagen nahm rund 60 Ehrengäste auf. Erstmals bei einer französischen Weltrekordfahrt waren dabei Gäste an Bord eines Zuges, 105 Medienvertreter und Politiker reisten mit.

## Verlauf der Rekordfahrt

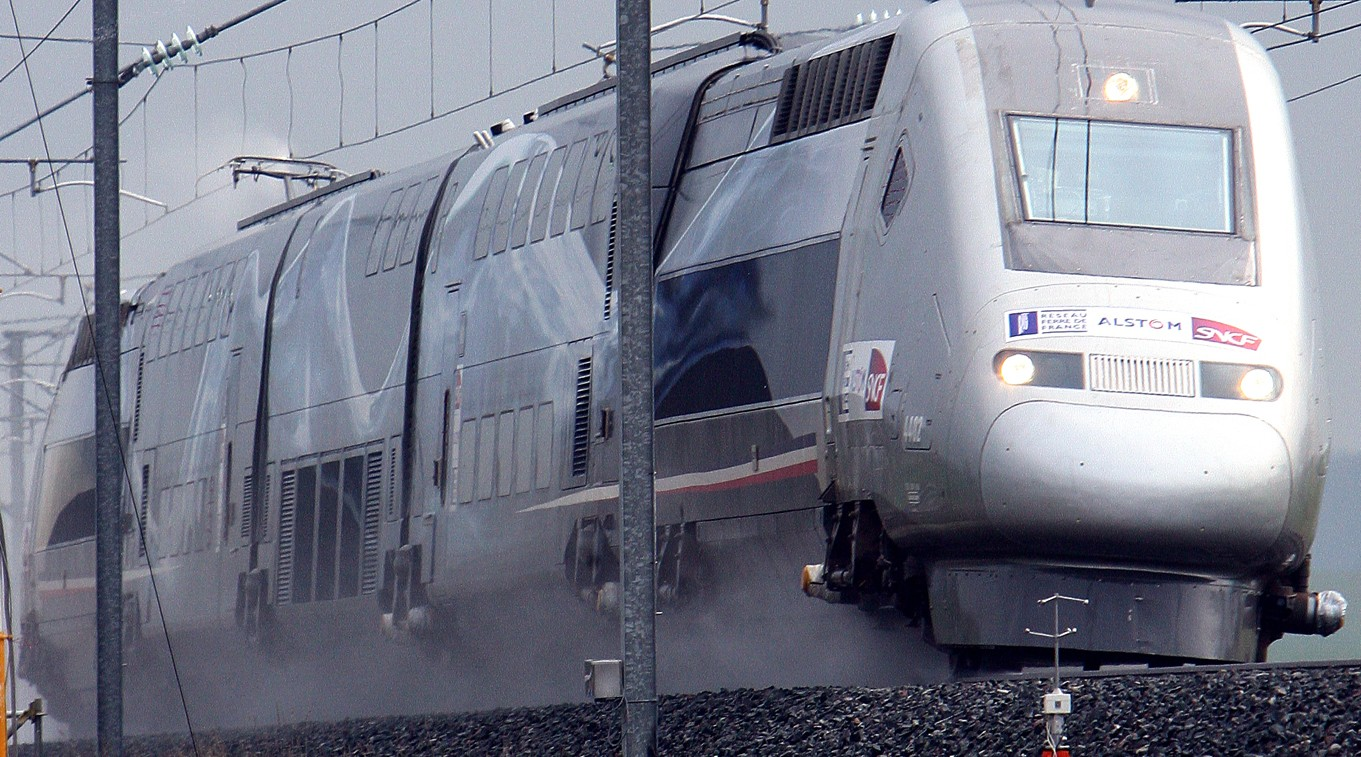
V150 auf Rekordfahrt

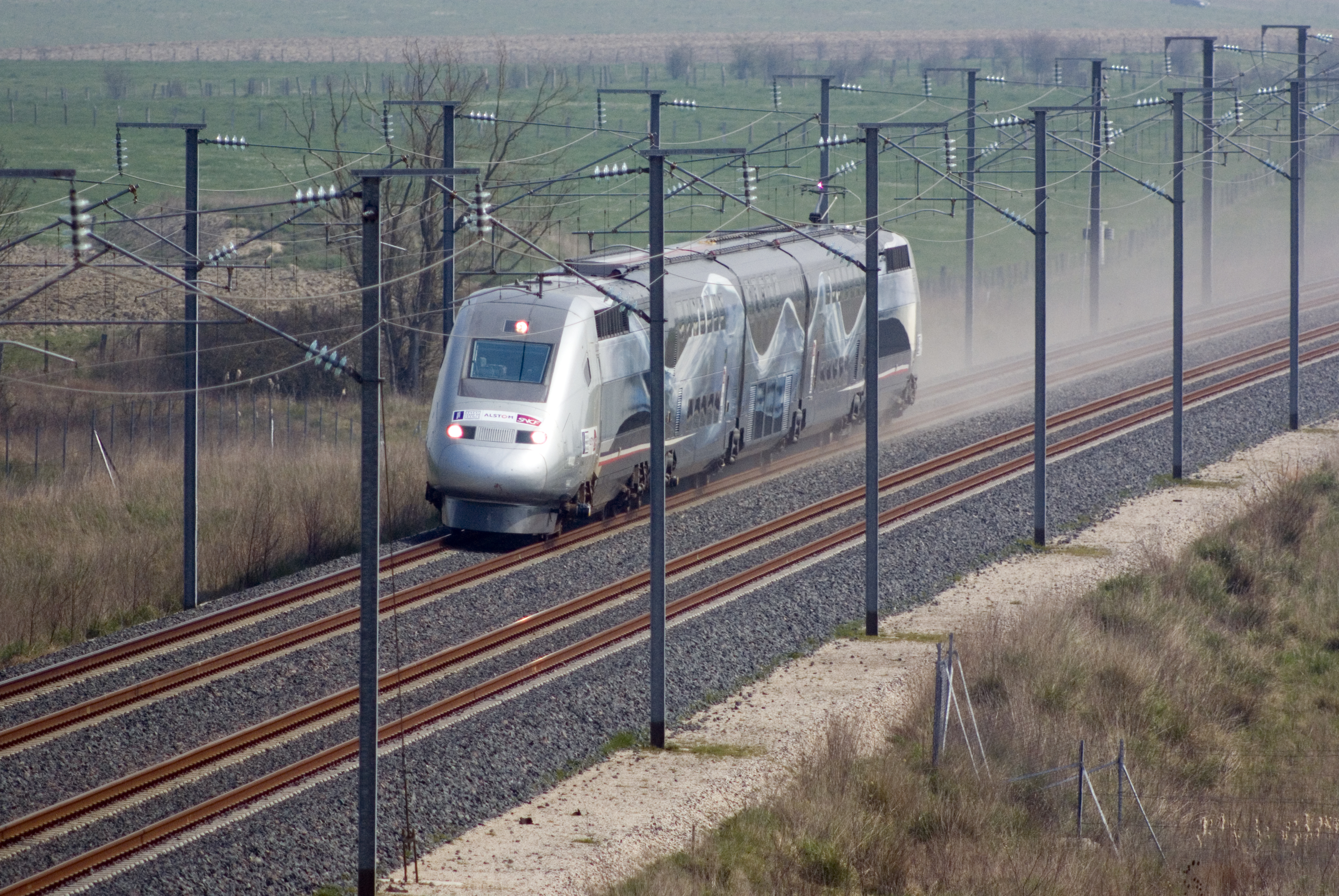
Der Rekordzug bei Kilometer 192, bei einer Geschwindigkeit von rund 574 km/h

Am 3. April wurden die beiden TGV-Einheiten 4402 und 4404 in Doppeltraktion zum Streckenkilometer 264 überführt. Zuvor hatte ein Messwagen bereits die Strecke befahren.
Um 11:15 Uhr erreichte TGV Réseau 533 mit Journalisten und Ehrengästen auf dem südlichen Gleis den Kilometer 264. Um 11:35 Uhr begann TGV 4404 die Erkundungsfahrt über den Rekordabschnitt, während der Rekordzug von den Gästen fotografiert werden konnte.
Der Weltrekordzug fuhr um 13:01 Uhr ab. Die Fahrt begann bei Kilometer 264 in westlicher Richtung. 200 km/h wurden bei Kilometer 258 erreicht, 300 km/h bei Kilometer 248, 400 km/h bei Kilometer 242. Bei Kilometer 226 war kurzzeitig eine Geschwindigkeit von knapp 500 km/h erreicht worden, bei Kilometer 221 wurde die Schwelle erneut überschritten. Bei Kilometer 191,92 (bei Le Chemin im Département Marne) wurde um 13:13 Uhr mit 574,79 km/h der neue Weltrekord aufgestellt. Bis Kilometer 191 hielt der Zug eine Geschwindigkeit von rund 570 km/h. Anschließend, bis Kilometer 170 wurde der Zug auf 350 km/h abgebremst. Um 13:30 Uhr, 29 Minuten nach Beginn der Rekordfahrt, kam er im Bahnhof Champagne-Ardenne TGV zum Stehen.
Insgesamt fuhr der Zug über 37 Kilometer (Kilometer 221 bis 184) mit einer Geschwindigkeit von über 500 km/h. Laut Angaben von mitreisenden Journalisten seien ab etwa 400 km/h Abrissfunken aus dem Stromabnehmer gesprungen, ab 500 km/h seien starke Vibrationen zu spüren gewesen.
Das Wetter am Tag der offiziellen Weltrekordfahrt galt als ideal: Sonne und leichte Winde. Die Transportpolizei der SNCF wie auch etwa 100 Gendarmen hielten den Straßenverkehr auf den Brücken an, die über die Strecke führten, wenn eine Zugdurchfahrt erwartet wurde. Zweieinhalb Stunden vor der Fahrt hatte ein Messzug die Strecke abgefahren.
Der Zug wurde auf seiner Weltrekordfahrt von einem Corvette-Düsenflugzeug in der Luft begleitet.

### Strecke
Die Rekordfahrten fanden ausschließlich auf dem nördlichen Gleis mit Fahrtrichtung Paris statt (entgegen der regulären Fahrtrichtung). Die Rekordstrecke lag zwischen den Streckenkilometern 264 (in der Nähe von Prény, bei Pagny-sur-Moselle) und 114 (Bahnhof Champagne-Ardenne TGV, bei Reims). Es war geplant, dass die Höchstgeschwindigkeit ungefähr bei Streckenkilometer 190 erreicht werden soll. Dieser Abschnitt wurde für die Rekordfahrt gewählt, da die Kurvenradien in diesem Bereich von 12.000 auf 17.000 Meter abflachen und schließlich in eine schnurgerade Trasse übergehen. Die Überhöhung in den engeren Kurven war um bis zu drei Zentimeter erhöht worden.
Auch Gleislage und Oberbau wurden speziell für die Rekordfahrten optimiert, die Schienen in diesem Abschnitt wurden besonders geschliffen. Die mechanische Spannung der Oberleitung wurde angehoben, um zu verhindern, dass der Stromabnehmer die im Fahrdraht erzeugte Transversalwelle einholt, die elektrische Spannung wurde von 25 auf 31,5 Kilovolt erhöht – im Regelbetrieb werden höchstens 27,5 Kilovolt erreicht. Die seitens der Oberleitung kritische Geschwindigkeit konnte so, laut einer Quelle, auf 620 km/h angehoben werden. Eine andere Quelle spricht von einer seitens der Oberleitung kritischen Geschwindigkeit von rund 575 km/h – die Schwingungseffekte oberhalb dieser Marke seien nicht erforscht, möglicherweise hätte es passieren können, dass die Oberleitung reißt. Im Unterwerk Trois-Domaines wurden eigens andere Trafos eingebaut. Kondensatoren wurden eingebaut, um die Oberspannung zu stabilisieren und einen Teil der Bremsenergie aufzunehmen.
Alle Weichenzungen und beweglichen Herzstücke der Weichen wurden festgelegt, ferner einzelne Gleisabschnitte eingeebnet beziehungsweise angehoben. Zusätzlich wurde ein analoger Zugfunk installiert, um einen ununterbrochenen Kontakt zum Zug sicherzustellen (das neue GSM-R-System war bis dahin nur bis 350 km/h getestet worden).

### Bedeutung
Die Testfahrten dienten auch dazu, eine Reihe von Komponenten unter Extrembedingungen zu testen und Daten für die Weiterentwicklung des Hochgeschwindigkeitssystems zu sammeln (z. B. auch GSM-R). Die Rekordfahrt gilt als Imagegewinn für den Hersteller Alstom und die SNCF als Betreiber des TGV-Systems. Im very high speed-Bereich (über 300 km/h) steht Alstom in Konkurrenz zu Siemens Transportation Systems (Velaro), Kawasaki, Mitsubishi und Hitachi (Shinkansen) sowie Bombardier (AVE S-102, Zefiro).
Schätzungen gehen von Gesamtkosten in Höhe von rund 30 Millionen Euro aus.

### Weitere Schnellfahrten
Nach der Rekordfahrt vom 3. April folgten bis 15. April 2007 noch fast jeden Tag Fahrten mit Geschwindigkeiten von wenigstens 520 km/h. Insgesamt wurden auf einer Länge von über 700 Kilometern 500 km/h oder mehr erreicht. Wenigstens 450 km/h schnell war der Rekordzug auf insgesamt rund 3200 km.

## Verbleib des Rekordzuges
Der Rekordzug wurde einige Zeit nach der Rekordfahrt getrennt. Die beiden Triebköpfe wurden mit einer modernisierten TGV-R-Wagengarnitur für den Frankreich-Deutschland-Verkehr verbunden und als Triebzug 4402 in Betrieb genommen. Die zwischen den drei Mittelwagen angeordneten Jakobs-Drehgestelle mit je zwei Fahrmotoren wurden entfernt, die Inneneinrichtung zu der eines regulären Zuges umgebaut und die Fahrzeuge schließlich in die TGV-R-Garnitur 618 eingereiht. Ein Teil des Zuges wurde im Mai 2007 in Paris auf einem Binnenschiff präsentiert.
Der Hersteller Alstom wies Einschätzungen des Mitbewerbers Siemens zurück, der Zug sei nach der Rekordfahrt „schrottreif“ gewesen, Züge und Wagen würden vielmehr im Fahrgastbetrieb weiter verwendet.

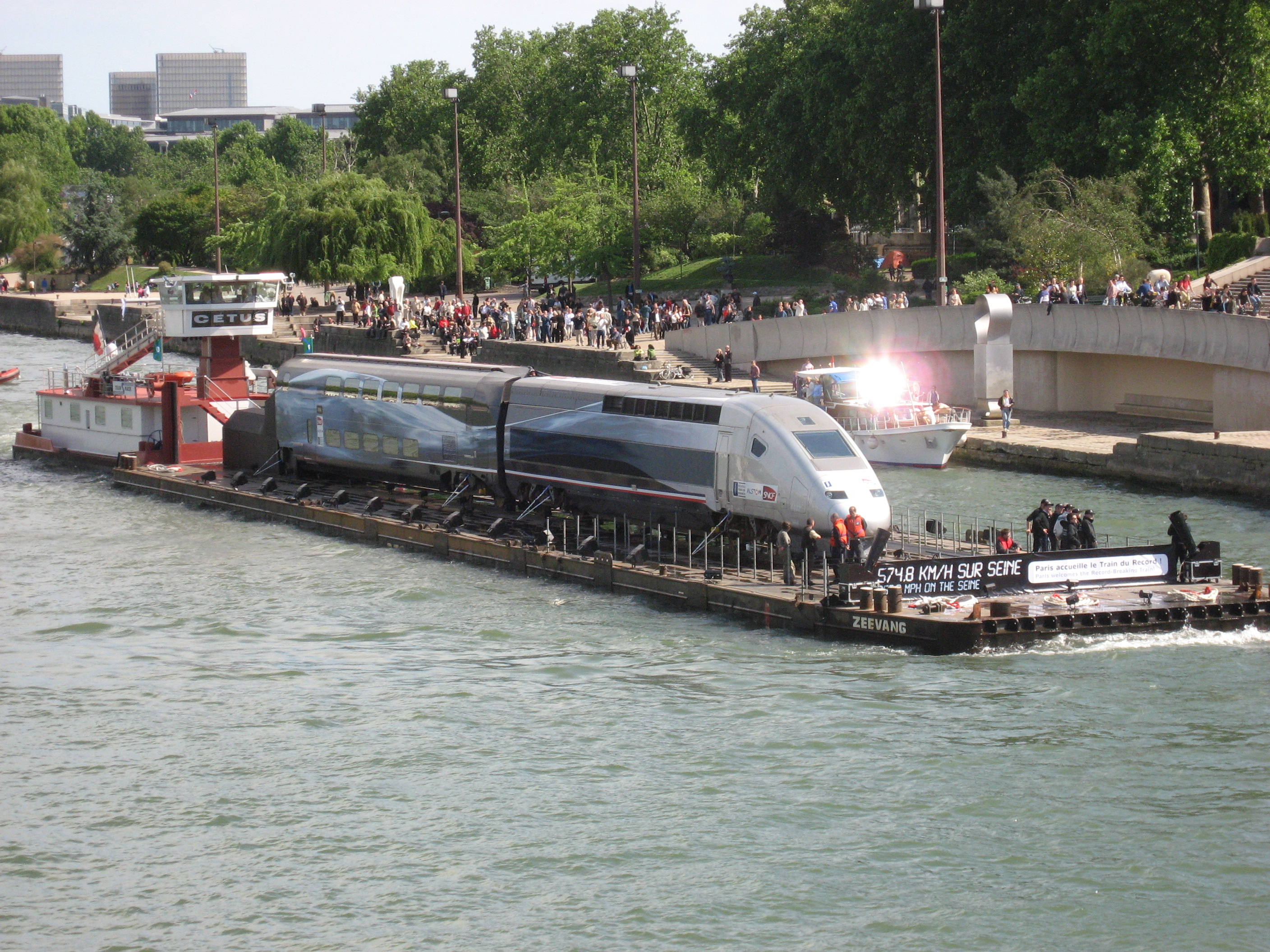
Ein Triebkopf und ein Mittelwagen werden am 13. Mai 2007 auf der Seine in Paris öffentlich präsentiert
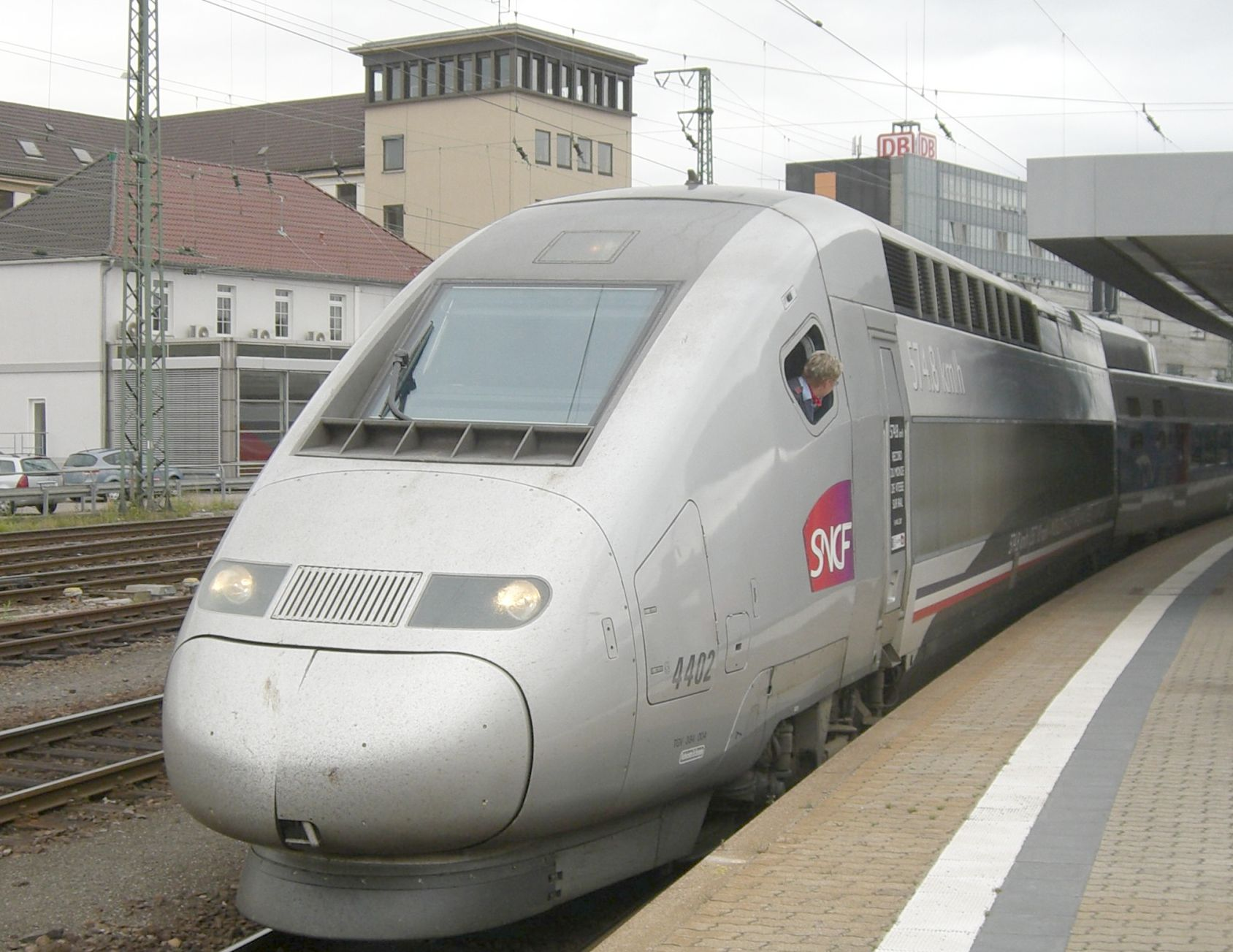
Einer der Rekord-Triebköpfe, mit neuer Beklebung, im Juni 2008 in Saarbrücken